# Mistrzostwa Polski w Łyżwiarstwie Szybkim na Dystansach 2016
30. Mistrzostwa Polski w Łyżwiarstwie Szybkim na Dystansach 2016 odbyły się w dniach 28-30 grudnia 2015 w Tomaszowie Mazowieckim. 
Na dystansie 500 metrów rozgrywane były dwa biegi i dopiero suma czasów z obu biegów zadecydowała o kolejności zawodników.

## Obrońcy tytułów
| Konkurencja  | Mężczyźni      | Kobiety           |
| ------------ | -------------- | ----------------- |
| 500 metrów   | Artur Waś      | Luiza Złotkowska  |
| 1000 metrów  | Jan Szymański  | Luiza Złotkowska  |
| 1500 metrów  | Jan Szymański  | Luiza Złotkowska  |
| 3000 metrów  | Jan Szymański  | Luiza Złotkowska  |
| 5000 metrów  | Jan Szymański  | Katarzyna Woźniak |
| 10000 metrów | Roland Cieślak | —                 |

## Kobiety
| Konkurencja:     | 1. miejsce                                                                | Rezultat            | 2. miejsce                                                             | Rezultat            | 3. miejsce                                                                         | Rezultat            |
| 500 m            | Kaja Ziomek (MKS Cuprum Lublin)                                           | 82,08 (40,95+41,13) | Natalia Czerwonka (MKS Zagłębie Lubin)                                 | 82,61 (42,07+41,54) | Aleksandra Kapruziak (Pilica Tomaszów Mazowiecki)                                  | 84,60 (42,61+41,99) |
| 1000 m           | Natalia Czerwonka (MKS Zagłębie Lubin)                                    | 1.22,08             | Luiza Złotkowska (Sparta Grodzisk Mazowiecki)                          | 1.22,22             | Katarzyna Woźniak (AZS AWF Katowice)                                               | 1.24,04             |
| 1500 m           | Natalia Czerwonka (MKS Zagłębie Lubin)                                    | 2.05,20             | Luiza Złotkowska (Sparta Grodzisk Mazowiecki)                          | 2.06,76             | Katarzyna Woźniak (AZS AWF Katowice)                                               | 2.08,23             |
| 3000 m           | Luiza Złotkowska (Sparta Grodzisk Mazowiecki)                             | 4.30,51             | Natalia Czerwonka (MKS Zagłębie Lubin)                                 | 4.32,93             | Urszula Włodarczyk (AZS AWF Katowice)                                              | 4.36,60             |
| wyścig drużynowy | AZS AWF Katowice Urszula Włodarczyk Magdalena Czyszczoń Katarzyna Woźniak | 3.28,18             | 9 Tomaszów Mazowiecki Karolina Gąsecka Karolina Bosiek Agata Jabłońska | 3.40,32             | Pilica Tomaszów Mazowiecki Natalia Jabrzyk Aleksandra Kapruziak Katarzyna Ulkowska | 3.47,69             |

### Mężczyźni
| Konkurencja:     | 1. miejsce                                                                 | Rezultat            | 2. miejsce                                                      | Rezultat             | 3. miejsce                                                                          | Rezultat            |
| 500 m            | Artur Nogal (Legia Warszawa)                                               | 72,63 (36,56+36,07) | Piotr Michalski (Górnik Sanok)                                  | 72,95 (36,95+36,800) | Zbigniew Bródka (UKS Błyskawica Domaniewice)                                        | 75,25 (37,91+37,34) |
| 1000 m           | Zbigniew Bródka (UKS Błyskawica Domaniewice)                               | 1.13,16             | Piotr Michalski (Górnik Sanok)                                  | 1.13,68              | Artur Nogal (Legia Warszawa)                                                        | 1.15,46             |
| 1500 m           | Zbigniew Bródka (UKS Błyskawica Domaniewice)                               | 1.51,24             | Jan Szymański (AZS AWF Poznań)                                  | 1.51,53              | Piotr Puszkarski (Stoczniowiec Gdańsk)                                              | 1.54,03             |
| 3000 m           | Zbigniew Bródka (UKS Błyskawica Domaniewice)                               | 4.00,67             | Jan Szymański (AZS AWF Poznań)                                  | 4.01,28              | Adrian Wielgat (Orzeł Elbląg)                                                       | 4.04,77             |
| 5000 m           | Jan Szymański (AZS AWF Poznań)                                             | 6.55,26             | Zbigniew Bródka (AZS Zakopane)                                  | 7.06,56              | Adrian Wielgat (Orzeł Elbląg)                                                       | 7.06,68             |
| wyścig drużynowy | Stoczniowiec Gdańsk Marcin Bachanek Aleksander Puszkarski Piotr Puszkarski | 4.11,25             | Orzeł Elbląg Michał Domański Sebastian Kłosiński Adrian Wielgat | 4.14,41              | Błyskawica Domaniewice Zbigniew Bródka Wojciech Sut Artur Janicki Sebastian Janicki | 4.18,16             |